# 이몽유
이몽유(李夢游, ?~?)는 고려의 문신이다.

## 생애
확인되는 가장 이른 시기 이몽유의 행적은 봉암사(鳳巖寺)에 소재한 정진대사탑비(靜眞大師塔碑)의 비문을 작성한 것이다. 정진대사비는 북송 건덕(乾德) 3년인 광종(光宗) 16년(965년)에 세워졌으며, 비문을 작성할 당시 이몽유의 관직은 봉의랑(奉議郞) 정위(正衛) 한림학사(翰林學士) 전수병부경(前守兵部卿) 사단금어대(賜丹金魚袋)였다.
성종(成宗) 2년(983년) 12월 정광(正匡) 최승로(崔承老), 병관어사 유언유(劉彦儒), 좌승 노혁(盧奕)과 함께 과거를 주관하여 진사를 뽑았는데, 이때 성종이 복시(覆試)를 보아 갑과(甲科)로 급제한 인물이 강은천(姜殷川)이었다. 이밖에 을과(乙科) 2명과 명경업(明經業) 1명이 급제를 받았다.
성종 5년(985년)과 6년(987년) 3월 이몽유는 지공거(知貢擧)가 되어 과거를 주관하였다. 성종 6년 과거의 경우 이몽유가 선발한 갑과 정우현(鄭又玄)과 명경1명, 복업 1명, 의업 2명, 명경업 2명에게 성종이 직접 교서를 내려를 급제를 주었는데, 이는 한국의 왕조에서 과거 급제자에게 국왕(황제)가 교서(조서)를 내린 최초의 사례였으며 이 달 25일에 성종이 중앙이나 지방에서 올리는 주장 및 관청에서 주고 받는 공문서의 양식을 상정할 것을 명한 것과도 관련이 있다. 이때 공문서 양식의 상정을 맡은 인물 역시 이몽유였다.
이몽유는 사후 최승로 등과 함께 성종의 묘정에 배향되었다. 배향시 관직은 태위 내사령(太尉內史令)으로 시호는 정헌공(貞憲公)이었다. 덕종(德宗) 2년(1033년) 사공(司空)이 증직되었다.

## 이몽유가 등장한 작품
- 《제국의 아침》(KBS, 2002년~2003년, 배우:이재연)

## 같이 보기
- 강감찬(姜邯瓚)
- 최영린(崔英藺) - 성종 5년 3월에 이몽유 자신이 지공거로써 주관했던 진사시에서 급제하였다.
- 최승로 - 현종 18년 함께 성종의 묘정에 배향되었다.
- 서희(徐熙) - 현종 18년 함께 성종의 묘정에 배향되었다.
- 최량(崔亮) - 현종 18년 함께 성종의 묘정에 배향되었다.
- 이지백(李知白) - 현종 18년 함께 성종의 묘정에 배향되었다.